# Пантелеймонівська вулиця (Київ)
Пантелеймонівська вулиця — вулиця в Голосіївському районі міста Києва, місцевість Феофанія. Пролягає від вулиці Академіка Заболотного до вулиці Полонської-Василенко.

## Історія
Виникла у 1970-х роках як ділянка вулиці Академіка Лебедєва. Наприкінці 2010-х ця ділянка зазначена під проєктною назвою вулиця Проектна 13088. Назва - на честь Свято-Пантелеймонівського жіночого монастиря, до якого прямує вулиця - з 2018 року.